# Białoruski Uniwersytet Państwowy

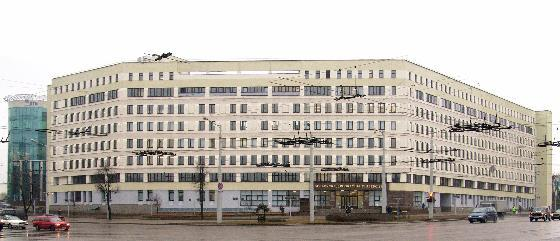
Fakultet Filozofii i Nauk Społecznych

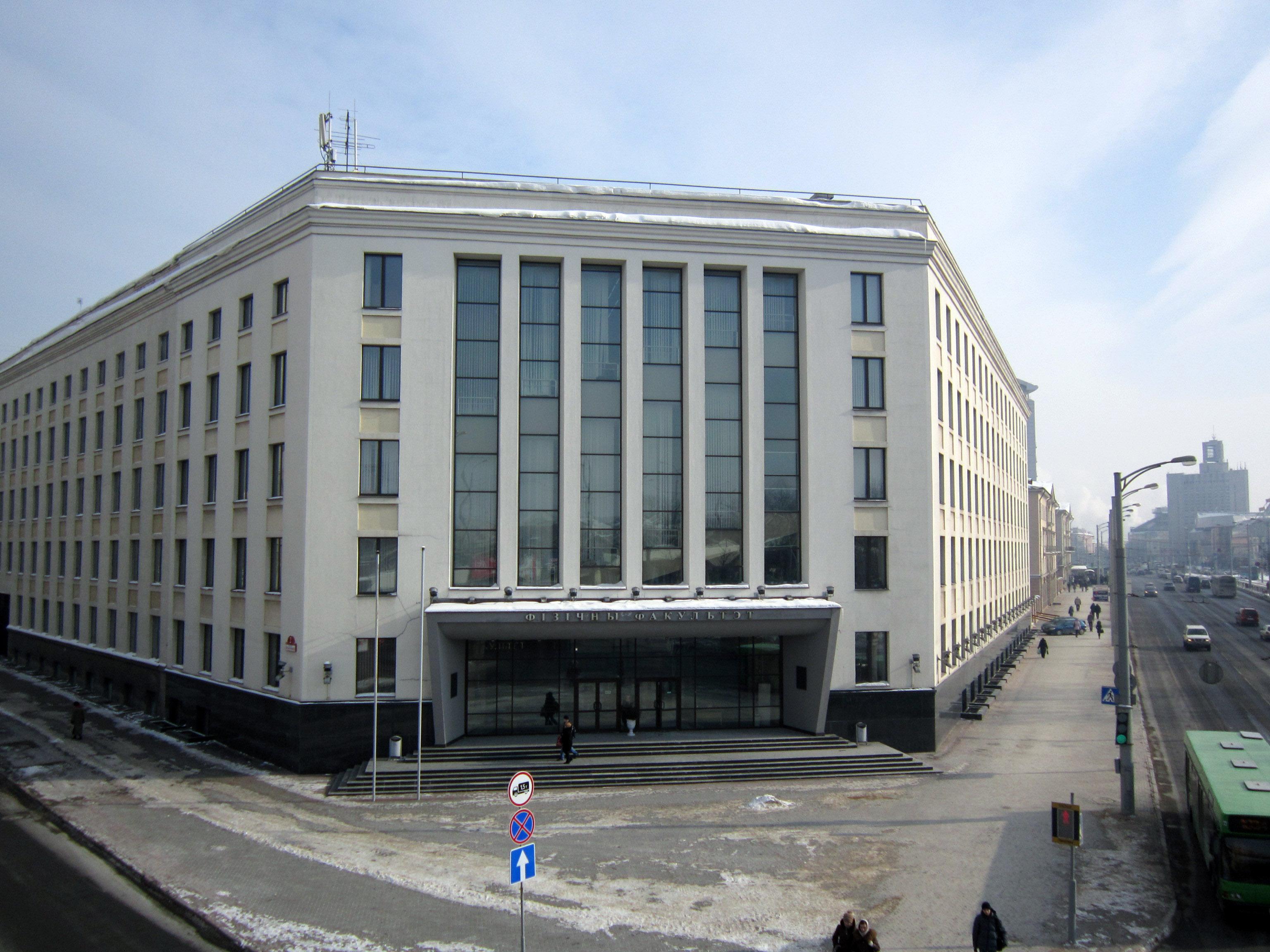
Fakultet Fizyki

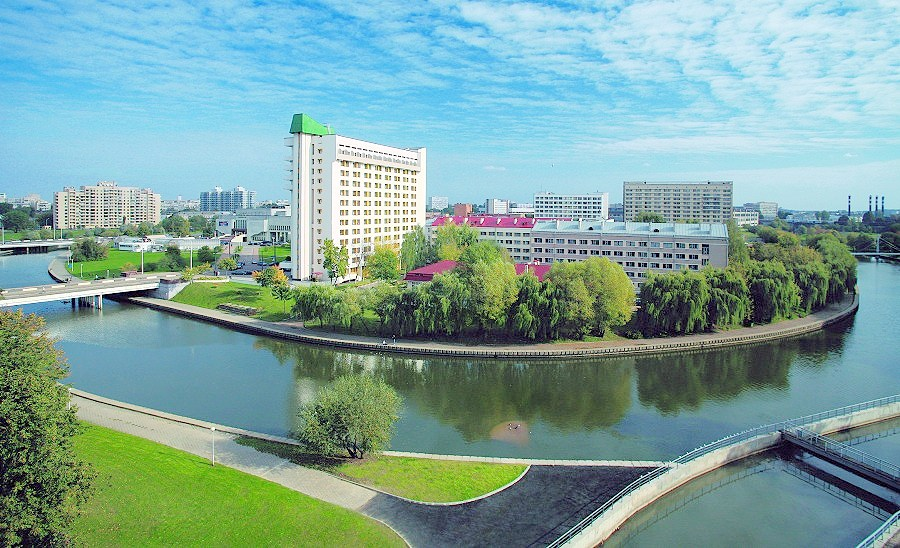
Miasteczko studenckie

Białoruski Uniwersytet Państwowy (biał. Беларускі дзяржаўны універсітэт, ros. Белорусский государственный университет) – białoruski uniwersytet państwowy z siedzibą w Mińsku, założony w 1921 roku.

## Historia
Decyzja o założeniu uczelni została podjęta w lutym 1919 przez rząd Białoruskiej SRR, jednak w związku z przeciągającą się wojną polsko-bolszewicką działalność uniwersytetu rozpoczęła się jesienią 1921.
Pierwszym rektorem BUP został Uładzimir Piczeta, historyk i filolog słowiański. Kadra uczelni pochodziła z uniwersytetów w Moskwie, Kazaniu i Kijowie. Pierwsi absolwenci opuścili mury placówki w czerwcu 1925.
Początkowo uczelnia składała się z trzech wydziałów: robotniczego (dla robotników), medycznego i nauk humanistycznych, studiowało na niej ponad tysiąc studentów. W 1922 utworzono kolejny wydział: pedagogiczny.
W 1941 funkcjonowały następujące wydziały: chemii, fizyki i matematyki, biologii, historii, geografii i lingwistyki. Dalej funkcjonował specjalny departament robotniczy, oferujący wyższą edukację dla pracowników zatrudnionych na pełny etat oraz specjalne sekcje: polska i żydowska (zajęcia odbywały się w języku jidysz).
W maju 1943 uniwersytet rozpoczął działalność w miejscowości Szkodnia pod Moskwą, by w sierpniu 1944 powrócić do Mińska. Od 1949 roku do początku lat 90. nosił imię Lenina.
Po uzyskaniu przez Białoruś niepodległości w 1991 roku stał się główną uczelnią republiki.

## Wydziały
- Wydział Biologii (Біялягічны факультэт, Bijalahiczny fakultet)
- Wydział Geografii (Геаграфічны факультэт, Hieahraficzny fakultet)
- Wydział Historii (Гістарычны факультэт, Histaryczny fakultet)
- Wydział Mechaniczno-Matematyczny (Мэханіка-матэматычны факультэт, Mechanika-matematyczny fakultet)
- Wydział Matematyki Stosowanej i Informatyki (Факультэт дапасавальнай матэматыкі і інфарматыкі, Fakultet dapasawalnaj matematyki i infarmatyki)
- Wydział Stosunków Międzynarodowych (Факультэт міжнародных зносін, Fakultet miżnarodnych znosin)
- Wydział Radiofizyki i Technologii Komputerowych  (Факультэт радыёфізыкі і камп'ютарных тэхналогій, Fakultet radyjofizyki i kampjutarnych technalohij)
- Wydział Dziennikarstwa (Факультэт журналістыкі, Fakultet żurnalistyki)
- Wydział Filozofii i Nauk Społecznych (Факультэт філязофіі і сацыяльных навук, Fakultet filazofii i sacyjalnych nawuk)
- Wydział Filologii (Філялягічны факультэт, Filalahiczny fakultet)
- Wydział Fizyki (Фізычны факультэт, Fizyczny fakultet)
- Wydział Chemii (Хімічны факультэт, Chimiczny fakultet)
- Wydział Ekonomii (Эканамічны факультэт, Ekanamiczny fakultet)
- Wydział Prawa (Юрыдычны факультэт, Jurydyczny fakultet)

## Rektorzy
- 1921–1929 – Uładzimir Piczeta
- 1929–1931 – Jazep Karanieŭski
- 1934–1935 – Ananij Dźjakaŭ
- 1937 – Mikałaj Bliaducha
- 1938 – Uładzimier Babravicki
- 1938–1944 – Parfion Savicki
- 1946–1949 – Uładzimier Tamaševič
- 1949–1952 – Ivan Čymburh
- 1952–1957 – Kanstancin Łukašoŭ
- 1957–1972 – Anton Šaŭčenka
- 1972–1978 – Usievaład Sikorski
- 1978–1983 – Uładzimier Bieły
- 1983–1989 – Leanid Kisieleŭski
- 1990–1995 – Fiodar Kapucki
- 1996–2003 – Alaksandr Kazulin
- 2003–2008 – Wasilij Strażau
- 2008–2017 – Siarhiej Abłamiejka
- od 2017 – Andrzej Korol[1]

## Stacja
Białoruski Uniwersytet Państwowy posiada stację hydrobiologiczną nad jeziorem Narocz, w której prowadzi badania obserwacyjne.

## Współpraca z polskimi uczelniami
Uniwersytet współpracował z Uniwersytetem Warmińsko-Mazurskim w Olsztynie .